# ريكاردو روميرو
ريكاردو روميرو (بالإنجليزية: Ricardo Romero) هو فنان قتال مختلط أمريكي، ولد في 15 أبريل 1978 في North Brunswick, New Jersey ‏ في الولايات المتحدة.

## وصلات خارجية
- ريكاردو روميرو على موقع شيردوغ (الإنجليزية)